# 燕妮·弗兰松
燕妮·弗兰松（瑞典語：Jenny Fransson，1987年7月18日—），瑞典女子摔跤运动员。她曾代表瑞典参加2008年、2012年和2016年夏季奥林匹克运动会摔跤比赛，其中2016年奥运会获得一枚铜牌。
他在2018年歐洲角力錦標賽獲得72公斤級金牌，也在08年和19年得到該賽銅牌。
2020年2月3號，燕妮·弗兰松因為被驗出禁藥「甲基睪固酮」而被移出2020年奧運參賽名單，也因此被排除在瑞典奧委會的支援計畫之外。